# Кустолово-Суходілка
Ку́столово-Суході́лка — село в Україні, у Михайлівській сільській громаді Полтавської області. Населення становить 1467 осіб. Колишній центр Кустолово-Суходільської сільської ради.
Після ліквідації Машівського району 19 липня 2020 року село увійшло до Полтавського району.

## Географія
Село Кустолово-Суходілка знаходиться за 0,5 км від села Лисівка.

## Історія
- 1841 — дата заснування.

## Населення

### Мова
Розподіл населення за рідною мовою за даними перепису 2001 року:
| Мова            | Кількість | Відсоток |
| --------------- | --------- | -------- |
| українська      | 1390      | 94.75%   |
| російська       | 63        | 4.29%    |
| гагаузька       | 4         | 0.27%    |
| румунська       | 3         | 0.20%    |
| білоруська      | 2         | 0.14%    |
| польська        | 1         | 0.07%    |
| вірменська      | 1         | 0.07%    |
| інші/не вказали | 3         | 0.21%    |
| Усього          | 1467      | 100%     |

## Економіка
- Молочно-товарна та птахо-товарна ферми.
- ТОВ «Східбудгаз».
- Машівська виправна колонія (№ 9).
- Кустолово-Суходольський комбінат комунальних підприємств.

## Об'єкти соціальної сфери
- Школа.
- Будинок культури.

## Особистості
В селі народився Чередник Іван Якович — Герой Радянського Союзу.